# Abenteuer 1900 – Leben im Gutshaus
Abenteuer 1900 – Leben im Gutshaus ist der Titel einer aus 16 Folgen bestehenden Reality-Doku-Soap der ARD, die Ende 2004 ausgestrahlt wurde und möglichst realitätsnah das Leben auf einem Gutshof um das Jahr 1900 präsentierte.

## Allgemeines
Es handelte sich um ein Living-History-Projekt im Format einer Fernsehserie, das von Kameras dokumentarisch begleitet wurde. Daher galten die Regeln von 1900, auch wenn die Kameras nicht liefen. Vorbild war die Fernsehserie Schwarzwaldhaus 1902, die zwei Jahre zuvor ausgestrahlt wurde. Aufgrund des Erfolgs wurde noch weiterführend Abenteuer 1927 Sommerfrische gedreht.
Ein kurzes Treffen zwischen der Mamsell und dem Hausmädchen gab es im Sommer 2016 in der Sendung Hanseblick des NDR.

## Drehort und Drehzeit
Das Gutshaus Belitz liegt im heutigen Landkreis Rostock in Mecklenburg-Vorpommern und wurde 1906 erbaut. Für Drehzwecke wurde es auf die Verhältnisse um 1900 rückgebaut. Aus diesem Grund wurde originalgetreue Einrichtung besorgt oder nachgebaut, Wassertoiletten wurden herausgerissen und durch zeitgemäße Torftoiletten ersetzt. Zwecks besserer Belastbarkeit und Nutzbarkeit mussten Originalgeräte nachgebaut werden. Um das Haus in den technischen Zustand von vor mehr als hundert Jahren zurückzuversetzen, wurden sogar die Originaltapeten nachgedruckt. Die Maschine dafür musste eigens aus einem Museum geliehen werden. Es fehlte sowohl an fließendem Wasser als auch an elektrischem Strom. Die Geschäfte in der Stadt Teterow, die es um 1900 auch schon gegeben hätte (Apotheke/Drogerie, Buchhandlung, Miederwaren), waren ebenfalls präpariert, so dass die Gutshausbewohner dort nur mit den Zahlungsmitteln der Zeit um 1900 die Waren von 1900 zu Preisen von 1900 kaufen konnten. Bezahlt wurde in Mark mit den historischen Münzen und Scheinen. Auch außerhalb der Drehzeit wurde wie 1900 gelebt, selbst für die Drehtechnik waren – bis auf das Equipment – keine modernen Geräte erlaubt. Die Gutsbewohner mussten erhebliche Abstriche auch an den hygienischen Verhältnissen hinnehmen.
In Mecklenburg gab es um 1900 kaum Industrie, es war größtenteils Landwirtschaftsgebiet. Produziert wurde vor allem Getreide (etwa 50 %), daneben auch Futterpflanzen (12 %), Kartoffeln (9 %) und Hülsenfrüchte (6 %). Die Ernte wurde vor allem in die Zentren Berlin und Leipzig verkauft. Der Getreideanbau erforderte große Landflächen. Deshalb mussten in Mecklenburg die Großgrundbesitzer stets versuchen, ihren Besitz auszuweiten. Höchstverdiener unter den Hausangestellten war zu jener Zeit der Hauslehrer mit 85 Mark monatlich; die Mamsell brachte es auf 50 Mark.

## Darsteller
Insgesamt stellen 20 Frauen, Männer und Kinder auf dem alten Gutshof das Leben an der Schwelle zum 20. Jahrhundert nach. Sie müssen auf den gewohnten Fortschritt verzichten und tragen die Kleidung der Zeit. Die Familie Weber hat sechs Kinder und spielt sich selbst, zurückversetzt in die Zeit um 1900. Die Hausgemeinschaft lebte in strenger hierarchischer Ordnung, an deren Spitze die Herrschaften mit allen Privilegien standen. Nach den starren Standesgrenzen folgte das Gesinde mit dem Hauslehrer, dem Diener und der Mamsell. Dieser unterstand das gesamte Hauspersonal. Der Hauslehrer war auch im echten Beruf ein Lehrer, der die Kinder jedoch streng nach den autoritären Regeln jener Zeit erziehen musste. Gekocht wurde nach Originalrezepten jener Zeit; auch die Zutaten entsprachen der damaligen Zeit. Durch die Serie bekannt wurde die Mamsell Sarah Wiener.
Das Hausmädchen ist für alle gröberen Hausarbeiten zuständig. Es hält die Öfen in Gang, sorgt für Wasch- und Badewasser und putzt die Zimmer. Die Anweisungen erhält es von der Mamsell.
Das Küchenmädchen ist für alle einfachen Arbeiten in der Küche zuständig. Es hält den Herd in Gang, macht den Abwasch nach jedem Essen, putzt das Gemüse und sorgt außerdem für Ordnung in den Arbeits- und Wirtschaftsräumen. Seine Anweisungen erhält es von der Mamsell.
Das Stubenmädchen ist für die gehobenen Hausarbeiten zuständig. Es sorgt für Ordnung und Sauberkeit im Haus, hilft der Gutsfrau bei der Morgentoilette und hält die Wäsche der Herrschaften instand. Seine Anweisungen erhält es von der Mamsell.
Die Mamsell ist für die Organisation des gesamten Haushalts zuständig. Sie kontrolliert die Vorräte, besorgt die Einkäufe und kocht für Herrschaft und Personal. Sie ist dafür verantwortlich, dass jeder der Dienstboten seine Arbeit gewissenhaft erledigt, sie teilt besondere Aufgaben zu und bestimmt, ob und wann das Personal frei bekommt.
Der Stallbursche ist für verschiedene Stall- und Gartenarbeiten zuständig. Er sorgt für Pferde und Hühner, sägt und hackt Feuerholz und arbeitet im Garten. Wenn es die Zeit erlaubt, bringt ihm der Kutscher das Kutschieren bei. Seine Anweisungen erhält er von der Mamsell.
Der Hausbursche ist für die schwereren Haus- und Gartenarbeiten zuständig. Er sorgt für Feuerholz, hält die Öfen in Gang, putzt die Toiletten usw. Wenn es die Zeit erlaubt, weist der Diener ihn in die gehobenen Hausarbeiten ein.
Der Diener ist für die persönliche Bedienung der Herrschaften verantwortlich und sorgt dafür, dass es ihnen an nichts fehlt. Er ist den Herrschaften direkt unterstellt und genießt durch die Nähe zu den Herrschaften eine besondere Vertrauensposition.
Der Kutscher ist für alle Arbeiten rund um die Pferde verantwortlich. Er fährt die Kutsche(n) und gibt den Herrschaften Reitunterricht. Als ausgebildeter Gärtner betreut er außerdem die Arbeiten im Garten. Seine Anweisungen erhält er von der Mamsell.
Der Tagesplan richtet sich sehr nach den Bedürfnissen der Herrschaft und den anfallenden Arbeiten im Haus insgesamt. Die Versorgung der Pferde und die Mahlzeiten bilden Fixpunkte im Tagesablauf, die anderen Arbeiten müssen entsprechend organisiert und mit der Mamsell abgesprochen werden.
Der Koch ist für Zubereitung des Essens zuständig, seine Anweisungen erhält er von der Mamsell.
Der Lehrer hat eine privilegierte Stellung unter den Dienstboten. Er genießt den Respekt und das Vertrauen der Herrschaft und nimmt am gesellschaftlichen Leben im Gutshaus teil. Seine Anweisungen erhält er von den Herrschaften.
Die Erzieherin der Kinder (Gouvernante) und Gesellschafterin der Gutsfrau nimmt eine privilegierte Stellung unter den Dienstboten ein. Sie genießt den Respekt und das Vertrauen der Herrschaft und nimmt am gesellschaftlichen Leben im Gutshaus teil.
Der Sommergast kann sich ganz den angenehmen Dingen des Lebens widmen – Lesen, Spazieren gehen und am gesellschaftlichen Leben im Gutshaus teilnehmen.
Kinder haben jeden Tag (außer sonntags) Privatunterricht beim Hauslehrer. Sie nehmen Klavierstunden, lernen reiten und auch Französisch. In der Freizeit dürfen sie im Haus oder im Garten spielen. Wenn kein Unterricht ist, kümmert sich die Gouvernante um sie.
Die Gutsfrau beaufsichtigt das Personal und gibt der Mamsell die Anweisungen. Sie gibt Gesellschaften, besucht Freunde und widmet sich den Handarbeiten, der Musik oder der Literatur. Die Organisation des Haushalts nimmt ihr die Mamsell ab, die Betreuung der Kinder übernehmen der Hauslehrer und die Gouvernante.
Der Gutsherr ist für den Gutsbetrieb verantwortlich, was in der Doku-Soap natürlich nicht dargestellt werden konnte. Er kann seine Zeit – außerhalb der Fixpunkte (Mahlzeiten, Morgenandacht) – frei gestalten. Die Hausgemeinschaft muss sich nach ihm richten. Neben seiner eigentlichen Arbeit sowie Freizeitbeschäftigungen wie Reiten, Jagen oder Lesen muss er sich auch um gesellschaftliche Verpflichtungen kümmern und Projekte, wie etwa den Bau einer eigenen kleinen Destille, in Auftrag geben. Alles, was im Gutshaus passiert, liegt in seiner Verantwortung.

## Dreharbeiten und Veröffentlichung
Von der Realisierungszeit von 15 Monaten benötigten die Dreharbeiten lediglich zwei Monate, es überwog die Vorbereitungszeit und die Postproduktion. Am zeitaufwendigsten gestalteten sich die Recherchen, um die damalige Zeit möglichst realitätsnah und detailfreudig abzubilden. Inspiriert von Schwarzwaldhaus 1902, steigerte die ARD bei dieser Serie ihre Anforderungen und zeigte neben dem Umgang mit den technischen Begebenheiten des Jahres 1900 noch die Unterschiede zwischen Reich und Arm auf. Die Aufnahmetechnik war die einzige im Haus erlaubte Technik, Armbanduhren oder Handys waren dem Aufnahmeteam nicht gestattet. Gedreht wurde ausschließlich am Tag. Die Postproduktion war ebenso zeitraubend, weil umfangreiches Filmmaterial gesichtet werden musste. Die Erstausstrahlung fand am 9. November 2004 statt, die letzte der 16 Folgen wurde am 7. Dezember 2004 ausgestrahlt. Die Serie erreichte einen Marktanteil von 13,3 Prozent.